# Quần đảo Acklins và Crooked
Quần đảo Acklins và Crooked là một quận của Bahamas cho đến năm 1996, và là Acklins, Quần đảo Crooked và Long Cay cho đến năm 1999. (vị trí của quần đảo nằm tại 22°30′B 74°0′T / 22,5°B 74°T)
Nó bao gồm một nhóm các hòn đảo bao quanh một đầm phá lớn, cạn có tên là Bight of Acklins, trong đó đảo lớn nhất là đảo Crooking ở phía bắc và Acklins ở phía đông nam, và có diện tích nhỏ hơn là Long Cay (từng được gọi là Đảo Fortune) ở phía tây bắc và Đảo Castle ở phía nam.
Thị trấn trung tâm của quần đảo là Colonel Hill trên Đảo Crooking. Thị trấn Albert từng là một thị trấn nhỏ thịnh vượng. Thị trấn đã từng tham gia vào các ngành công nghiệp bọt biển và muối và cũng là một cảng cho các công ty stevedores tìm kiếm việc làm trên các tàu đi qua.
Dân số của Acklins là 428 và Đảo Crooking là 350, theo điều tra dân số năm 2000.
Từ năm 1999, Acklins và Đảo Crooking là hai quận riêng biệt.